# Morlaàs

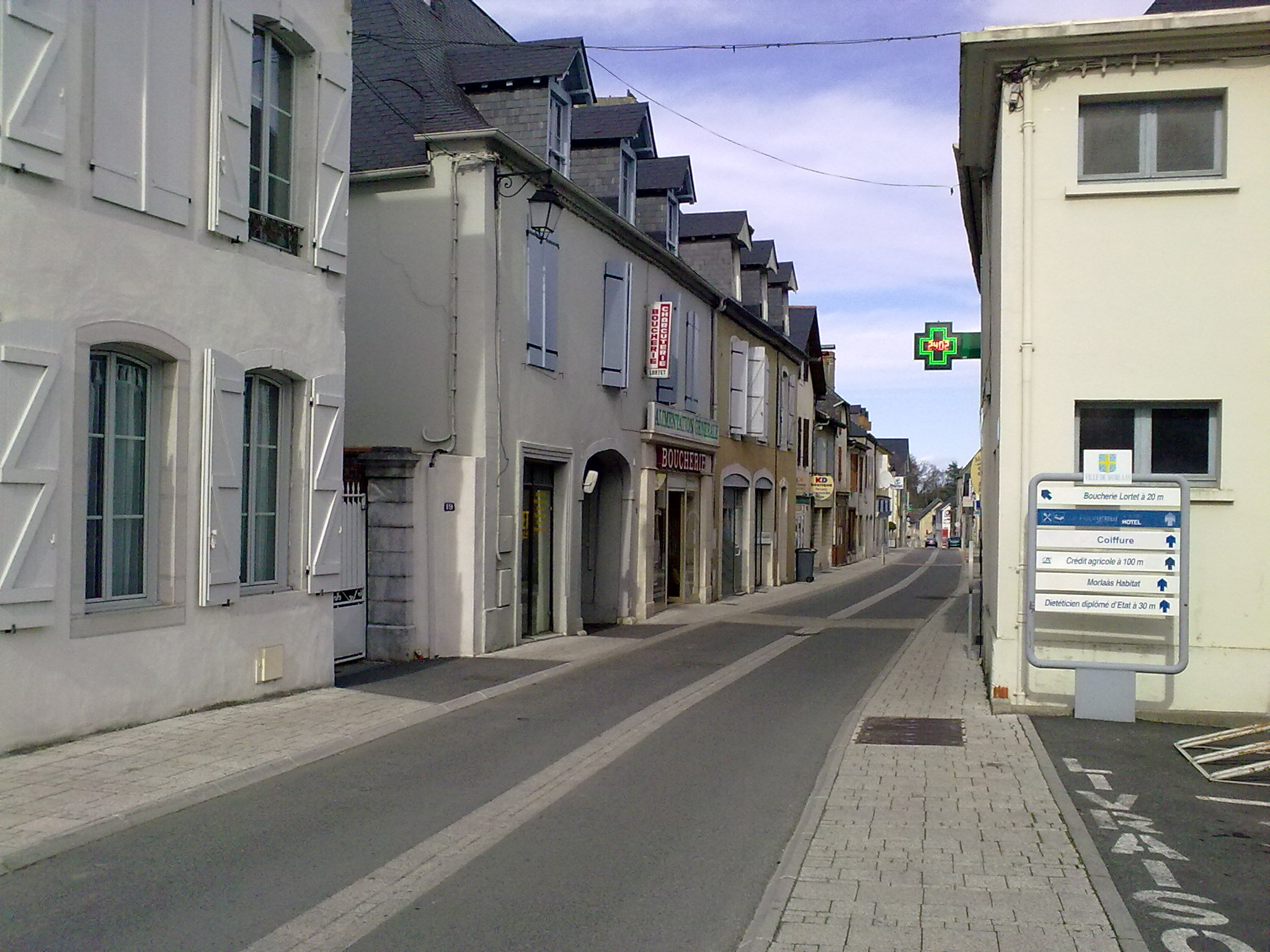
Main Street Morlaàs.

Morlaàs é uma comuna francesa na região administrativa da Nova Aquitânia, no departamento dos Pirenéus Atlânticos. Estende-se por uma área de 13,17 km². Em 2010 a comuna tinha 4 552 habitantes (densidade: 345,6 hab./km²).
Geminada com a vila de Manteigas, em Portugal.